# Сагітово (Хайбуллінський район)
Сагі́тово (рос. Сагитово, башк. Сәғит) — присілок у складі Хайбуллінського району Башкортостану, Росія. Входить до складу Маканської сільської ради.
Населення — 329 осіб (2010; 353 в 2002).
Національний склад:
- башкири — 100%